# Irvineia
Irvineia is een geslacht van straalvinnige vissen uit de familie van de glasmeervallen (Schilbeidae).

## Soorten
- Irvineia orientalis Trewavas, 1964
- Irvineia voltae Trewavas, 1943